# Лука Бабић
Лука Бабић (Сплит, 29. септембар 1991) је хрватски кошаркаш. Игра на позицији крила, а тренутно наступа за Сплит.

## Биографија
Поникао је у млађим категоријама Сплита, а од сезоне 2008/09. играо је за њихов сениорски тим. У августу 2012. потписао је за Цедевиту. У дресу Цедевите провео је пуних пет сезона и освојио осам домаћих трофеја (дупле круне у сезонама 2013/14, 2014/15, 2015/16. и 2016/17.). У децембру 2017. је потписао за Улм и са њима се задржао до краја сезоне. У сезони 2018/19. је био играч Истанбула, а наредну је провео у екипи Орманспора.
За сениорску репрезентацију Хрватске први пут је играо на Светском првенству 2014. године. Са јуниорском селекцијом освојио је бронзану медаљу на Светском првенству 2009. године.

## Успеси

### Клупски
- Цедевита:
  - Првенство Хрватске (4): 2013/14, 2014/15, 2015/16, 2016/17.
  - Куп Хрватске (4): 2014, 2015, 2016, 2017.

### Репрезентативни
- Светско првенство до 19 година:  2009.